# Psalm 68
Psalm 68 is een psalm uit de Psalmen in de Hebreeuwse Bijbel (in de Griekse Septuagint en in de Vulgaat Psalm 67) en een psalm van David.

## Inhoud
Psalm 68 is een lofprijzing van God. De eerste verzen (2-4) geven het lot van Gods vijanden weer, terwijl ze ook laten zien hoe de rechtvaardigen zich kunnen verheugen. God wordt geprezen als de helper van de weerlozen (verzen 5-7). Vervolgens wordt in soortgelijke bewoordingen als in het Debora-lied (Rechters 5:4-5) de verschijning van God op de Sinaï beschreven en wordt de gave van vruchtbare regen door God geprezen (verzen 8-11). De overwinning op de vijand wordt dan verder beschreven (vers 12-15) en voltooid in vers 18 en 19. Dan wordt God geprezen om zijn hulp en herinnerd aan de vernietiging van Gods vijanden (verzen 20–24). De verzen 25 tot 28 beschrijven dan de processie waarin de HEER het heiligdom binnengaat. In het laatste deel (verzen 29-36) wordt de buitenlandse volken ook gevraagd om God te prijzen.

## Nieuwe Testament
In Efeziërs 4:8-9 betrekt de apostel Paulus de passage "U voerde gevangenen mee, ... en steeg op naar uw woning, HEER, onze God" uit Psalm 68:19 op Jezus Christus en zijn hemelvaart.

## Muziek
In 1717-1718 plaatste Georg Friedrich Handel de 68ste psalm in Chandos Anthem nr. 11 Let God arise (HWV 256).
De psalm is diverse malen berijmd op Geneefse melodieën. Meest bekend zijn de Psalmberijming van 1773 (Oude Berijming) en de berijming van 1967 (Nieuwe Berijming, opgenomen in het Liedboek voor de Kerken en het Nieuwe Liedboek).
1 · 2 · 3 · 4 · 5 · 6 · 7 · 8 · 9 · 10 · 11 · 12 · 13 · 14 · 15 · 16 · 17 · 18 · 19 · 20 · 21 · 22 · 23 · 24 · 25 · 26 · 27 · 28 · 29 · 30 · 31 · 32 · 33 · 34 · 35 · 36 · 37 · 38 · 39 · 40 · 41 · 42 · 43 · 44 · 45 · 46 · 47 · 48 · 49 · 50 · 51 · 52 · 53 · 54 · 55 · 56 · 57 · 58 · 59 · 60 · 61 · 62 · 63 · 64 · 65 · 66 · 67 · 68 · 69 · 70 · 71 · 72 · 73 · 74 · 75 · 76 · 77 · 78 · 79 · 80 · 81 · 82 · 83 · 84 · 85 · 86 · 87 · 88 · 89 · 90 · 91 · 92 · 93 · 94 · 95 · 96 · 97 · 98 · 99 · 100 · 101 · 102 · 103 · 104 · 105 · 106 · 107 · 108 · 109 · 110 · 111 · 112 · 113 · 114 · 115 · 116 · 117 · 118 · 119 · 120 · 121 · 122 · 123 · 124 · 125 · 126 · 127 · 128 · 129 · 130 · 131 · 132 · 133 · 134 · 135 · 136 · 137 · 138 · 139 · 140 · 141 · 142 · 143 · 144 · 145 · 146 · 147 · 148 · 149 · 150 · 151